# M108 (Panzerhaubitze)
Die M108 ist eine Panzerhaubitze vom Kaliber 105 mm aus US-amerikanischer Produktion. Ihre Entwicklung begann zur Zeit des Kalten Krieges in den 1950er-Jahren.
Die M108 verwendet die gleichen Wanne und den gleichen Turm wie die M109, anstatt der 155-mm-Waffenanlage jedoch eine 105-mm-Haubitze. Die meisten Exemplare der US-Army wurden kurz nach dem Beginn des Vietnamkriegs aus der Nutzung genommen, da das größere Kaliber der M109 als besser geeignet für moderne Konflikte erachtet wurde.

## Nutzer
- US Army: außer Dienst gestellt
- Belgische Armee: 95[1] Einheiten wurden bis in die 1980er-Jahre verwendet.
- Brasilianische Armee:72
- Spanische Armee: 48
- Heer der Republik China: 100

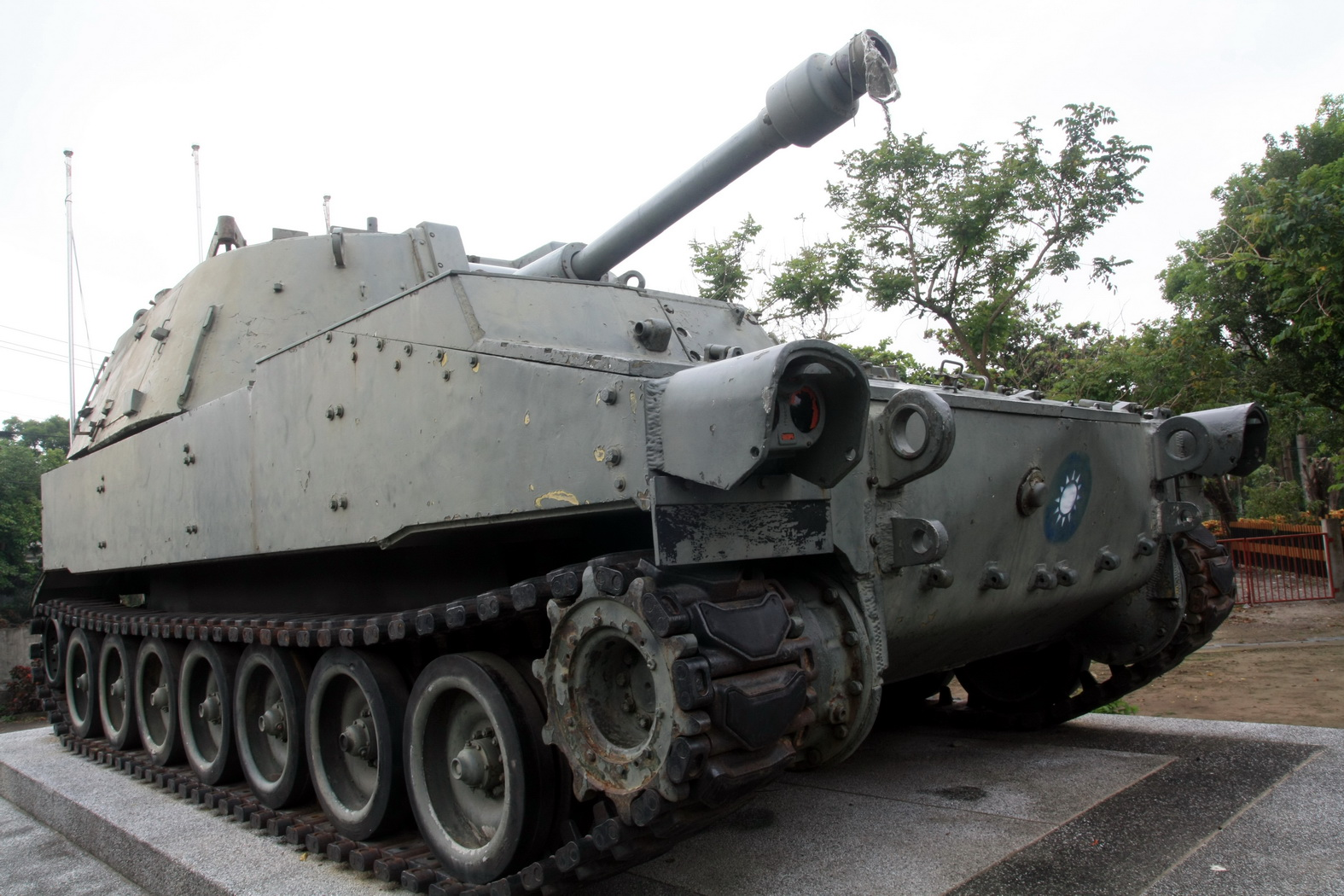
M108 der taiwanesischen Armee.

- Türkisches Heer: 26
- Tunesische Armee: 48